# Bernat Jaume
Bernat Jacme, sovint actualitzat com Bernat Jaume (? - Figueres?, estiu o principi de tardor de 1347). Ell i la seva esposa Garsenda devien ser persones acabalades de [[Figueres]], perquè abans de 1313, no tenint altres hereus, van decidir fer donació dels seus béns i fundar un hospital a la vila per rebre-hi i alimentar-hi captaires malalts, indigents i religiosos pobres; més aviat un asil, com era habitual en aquestes institucions de l'època que tenien l'origen en el compliment del deure cristià de la caritat. El 1313, a petició dels interessats, el bisbe de Girona Guillem de Vilamarí va aprovar la fundació de l'hospital, va concedir a Bernat Jaume i a la seva esposa la condició eclesiàstica de conversos, amb un hàbit específic que consistia en una túnica de color lívid amb una creu vermella cosida a sobre, i els va atorgar l'administració vitalícia de l'hospital, a canvi que ells i els seus successors paguessin als bisbes una lliura de cera cada any.
Bernat Jaume va morir a l'estiu o a primers de tardor de 1347, perquè entre octubre i novembre d'aquell any els obrers de la parròquia de Figueres i els cònsols de la vila van proposar i el bisbe va aprovar el nomenament d'un nou administrador de l'hospital.
Aquest primer hospital de Figueres estava situat al carrer de la Jonquera, al costat de la capella de Sant Sebastià, darrere l'absis de l'església parroquial de Sant Pere. Amb dos canvis d'ubicació posteriors i la medicalització d'aquestes institucions que es va donar a partir de finals de l'Edat Mitjana, es tracta de l'hospital de Figueres actualment existent. El centre sociosanitari adjunt a l'hospital porta el nom de Bernat Jaume.